# Distrito de Mironó
Mironó o Mironä es uno de los distritos que componen la comarca indígena de Ngäbe-Buglé, en Panamá.

## Descripción
El distrito posee un área de 343,1 km² y una población de 15.010 habitantes (censo de 2010), con una densidad demográfica de 31,28  hab/km². Se encuentra situado en la cordillera Central.

## Organización
El distrito de Mironó cuenta con los siguientes corregimientos:
- Hato Pilón (Kaninbotdä)(cabecera distrital)
- Cascabel
- Hato Corotú
- Hato Culantro
- Hato Jobo (Bluäte)
- Hato Julí
- Quebrada de Loro
- Salto Dupí